# Třída Saud
Třída Saud je perspektivní třída korvet saúdského královského námořnictva. Jedná se o derivát americké třídy Freedom stavěný konsorciem vedeným korporací Lockheed Martin. Jejich saúdské označení je Multi Mission Surface Combatant (MMSC). Celkem byly objednány čtyři jednotky této třídy. Jejich stavba byla zahájena roku 2019.

## Stavba
Kongres Spojených států amerických prodej čtyř korvet vycházejících z americké třídy Freedom schválil 20. října 2015. Stavba této třídy probíhá v rámci amerického programu mezinárodní spolupráce Foreign Military Sales (FMS). Zároveň je součástí saúdskoarabského námořního modernizačního programu SNEP II (Saudi Naval Expansion Program II). Realizaci programu zajišťuje konsorcium vedené korporací Lockheed Martin, samotná stavba probíhá v loděnici Fincantieri Marinette Marine ve městě Marinette ve Wisconsinu (americká pobočka koncernu Fincantieri). Zapojeno je dalších více než 800 dodavatelů. Model připravovaného plavidla společnost Lockheed Martin představila v lednu 2018. V roce 2018 společnost Lockheed Martin získala několik kontraktů na projektové práce a přípravu stavby korvet MMSC. Slavnostní první řezání oceli na stavbu prototypu Saud proběhlo 29. října 2019. Finální kontrakt v hodnotě 1,3 miliardy dolarů na stavbu čtveřice plavidel byl uzavřen v prosinci 2019.
Jednotky třídy Saud:
| Jméno          | Založení kýlu     | Spuštěna | Vstup do služby | Status    |
| -------------- | ----------------- | -------- | --------------- | --------- |
| Saud (820)     | 26. května 2021   |          |                 | ve stavbě |
| Fahd (822)     | 13. října 2022    |          |                 | ve stavbě |
| Abdullah (824) | 27. července 2023 |          |                 | ve stavbě |
| Salman (826)   | 11. července 2024 |          |                 | ve stavbě |

## Konstrukce
Korvety převezmou trup a pohonný systém třídy Freedom. Ponesou bojový řídící systém COMBATSS-21, radar Hensoldt TRS-4D kategorie AESA, sonar s měnitelnou hloubkou ponoru, dva systémy řízení palby Saab CEROS 200, systém elektronického boje Argon ST WBR-2000. Obranu vylepší protitorpédový systém SLQ-25 Nixie. Plánovanou výzbroj tvoří jeden 57mm kanón Mk 110 v dělové věži na přídi, dva 20mm kanóny ve zbraňových stanicích Nexter Narwhal, osminásobné vertikální silo Mk 41 pro protiletadlové řízené střely MBDA CAMM, osm protilodních střel Harpoon a systém blízké obrany SeaRAM. Na zádi bude přistávací plocha a hangár pro protiponorkový vrtulník MH-60R Romeo. Pohonný systém je koncepce CODAG. Nejvyšší rychlost dosáhne 30 uzlů. Plánovaný dosah je 5000 námořnich mil.